# コンスタンティノープル包囲戦 (1260年)
1260年のコンスタンティノープル包囲戦（コンスタンティノープルほういせん）は、ラテン帝国の首都コンスタンティノープルをニカイア帝国が包囲した戦い。1204年の第4回十字軍で滅びたビザンツ帝国の復興を掲げるニカイア帝国は、1235年の戦いに続き再び首都奪回を試みたが、ラテン帝国軍とヴェネツィア共和国の抗戦を破ることができなかった。
しかしその後ニンファエウム条約でジェノヴァ共和国と組んだニカイア帝国は体勢を立て直し、翌1261年にコンスタンティノープルを奪還、ビザンツ帝国を復活させた。

## 背景
1204年4月に第4回十字軍がコンスタンティノープルを征服した後、ビザンツ帝国の旧領は十字軍の政権ラテン帝国とその他のラテン人十字軍国家（フランコクラティア）、それにいくつかの亡命政権に分割された。亡命政権の中で主なものは、西ギリシアとアルバニアを支配したエピロス専制侯国、小アジア北東部を支配したトレビゾンド帝国、そして小アジア西部・北西部を支配したニカイア帝国の3つだった。いずれもビザンツ帝国の正統な後継者であると主張し、ラテン帝国の弱みを突いてコンスタンティノープルを回復しようと狙っていた。最初にこの目標に最も近づいたのがエピロスのテオドロス1世コムネノス・ドゥーカスで、彼は1225/7年にテッサロニキで皇帝即位を宣言した（テッサロニキ帝国）。しかし彼は1230年のクロコトニッツァの戦いで第二次ブルガリア帝国に敗れ、テッサロニキ帝国は力を失った。
これにより、ニカイア皇帝ヨハネス3世ドゥーカス・ヴァタツェス (在位: 1221年–1254年)がヨーロッパ大陸に進出する道が開けた。彼は1234年にトラキアに侵攻して橋頭保を築き、またブルガリアと同盟して1235年から1236年にかけてコンスタンティノープルを包囲したが、失敗した。その後、ニカイア皇帝たちはまずヨーロッパでの領土拡大に専念した。ヨハネス3世はエピロスやブルガリアを攻めてトラキアやマケドニアを奪い、ニカイア帝国を旧ビザンツ帝国領域で最強の国家に押し上げた。ラテン帝国はコンスタンティノープル以外の領土を失い、西も東もニカイア帝国に包囲され、西欧からも有効な軍事支援が届かないという絶望的な状況に立たされた。ローマ教皇ですら、正教会がローマ教皇の首位権を認めて東西教会分裂を収める気があれば、ラテン帝国を見捨てるのも致し方ないと考えるようになっていた。しかし1254年にヨハネス3世が死去し、後継のテオドロス2世ラスカリス (在位: 1254年–1258年)がバルカン諸国から集中攻撃を受けて弱体化したことで、ラテン帝国はある程度時間を稼ぐことができた。
テオドロス2世が死去して間もなく、野心的なミカエル8世パレオロゴス (在位: 1259年–1282年)が先帝の幼少の子ヨハネス4世ラスカリス (在位: 1259年–1261年)の保護者として共同皇帝に即した。この時、エピロス専制侯国、アカイア公国、シチリア王国による対ニカイア帝国包囲網が組まれたが、この同盟軍は1259年夏のペラゴニアの戦いで撃退された。この戦いで主なライバルが一掃されたことで、ミカエル8世はいよいよコンスタンティノープルに狙いを定めることとなった。

## 包囲戦
ランプサコスで冬越ししたミカエル8世は、1260年1月、ダーダネルス海峡を渡ってコンスタンティノープルへ進軍した。この後の事態の経過は、年代記者によって大きく2つの説に分かれている。
ゲオルギオス・アクロポリテスによれば、ミカエル8世は市内の「アセル」(Asel)というラテン人貴族（アンセル・ド・トゥシーやAnsel de Cahieuなどに比定する説がある)が呼応してコンスタンティノープルの門を開放するという情報をあてにして、大規模な強襲を仕掛けなかった。ガラタに陣取ったミカエル8世は、表向き金角湾北岸のガラタの塔を攻める準備をしているふりをしながら、アセルの裏切りを待った。しかしアセルは、鍵を市の支配者にとられたと言い訳して、行動を起こさなかった。ここに至ってミカエル8世はコンスタンティノープル攻略を諦め、1年の休戦を結んだという。
しかし、George Pachymeresやニケフォロス・グレゴラスら他の年代記者たちは、ミカエル8世がコンスタンティノープル攻略を本気で目指して長期的かつ大規模な計画を練っていた、としている。この説によれば、ミカエル8世はガラタの塔を奪うとともに、約60キロメートル離れたセリュンブリアまでの領域を確保し、コンスタンティノープルを孤立させようとした。しかしガラタの塔では守備兵が頑強に抵抗し、コンスタンティノープル市内からボートで救援隊が入ったこともあって、ビザンツ軍はここを攻略できなかった。さらに大規模なラテン帝国の救援軍が近づいているという報を受けて、ミカエル8世は包囲継続を断念したという。
現代の歴史家たちは、この異なる2説が存在するのは、アクロポリテスにミカエル8世の失敗を矮小化しようとする傾向があるところに原因があるとしている。いずれでもガラタの塔を攻略目標としたことは同じであり、アセルの陰謀もおそらく史実であろうが、アクロポリテスはこのエピソードを過度に誇張したのだと考えられている。

## その後
8月、ミカエル8世とラテン皇帝ボードゥアン2世の間で1年間、つまり1261年8月までの休戦が結ばれた。この時にはコンスタンティノープル攻略に失敗したミカエル8世だったが、彼は1261年3月にジェノヴァ共和国とニンファエウム条約を結び、その海軍の協力を交易権と引き換えに得た。またこの条約は、ジェノヴァの宿敵でありラテン皇帝の後ろ盾でもあるヴェネツィア共和国に対する防共協定でもあった。しかし、こうしたミカエル8世の周到な布石は、良い意味で無駄になった。1261年7月25日、コンスタンティノープル近郊の偵察に送られたアレクシオス・ストラテゴポウロス率いる部隊が、街が無防備な状態になっているのに気づき、夜陰に紛れてコンスタンティノープルを制圧したのである。こうしてニカイア帝国はコンスタンティノープルを奪回、ビザンツ帝国を復活させた。